# 협업

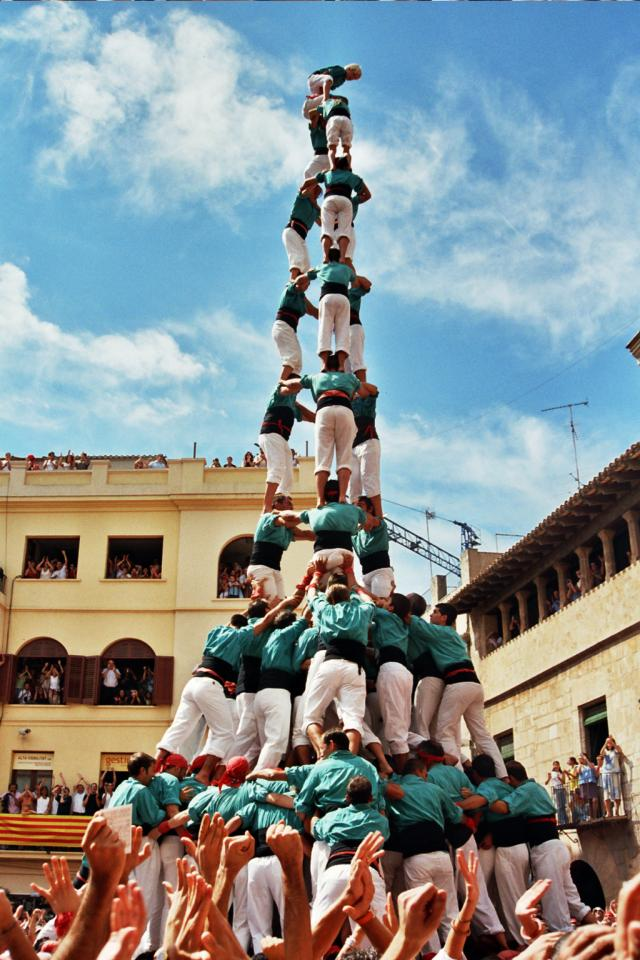

협업(協業, 영어: collaboration 컬래버레이션[*], 스페인어: colaboración 콜라보라시온[*])은 '모두 일하는', '협력하는 것'이라는 의미로 공동 출연, 경연, 합작, 공동 작업을 가리키는 말이다.
대부분의 협업에는 리더십이 필요하지만 리더십의 형태는 분산되고 평등주의적인 그룹 내에서 사회적일 수 있다. 협업하는 팀은 유한한 자원을 두고 경쟁할 때 더 많은 자원, 인정, 보상을 받는 경우가 많다.
구조화된 협업 방법은 행동과 의사소통에 대한 성찰을 장려한다. 이러한 방법은 팀이 공동으로 문제를 해결하면서 성공을 높이는 것을 목표로 한다. 협업은 적대적 협력이라는 개념을 나타내는 반대 목표에 존재하지만, 이는 용어의 일반적인 사용은 아니다. 적용되는 의미에서 "협업은 공유된 결과를 달성하기 위해 모든 당사자가 전략적으로 협력하기로 선택하는 목적 있는 관계이다. 국가 간 무역은 서로 다른 상품 포트폴리오를 생산하고 교환하는 두 사회 간의 협력 형태이다.

## 역사적 사례

### 무역
무역은 선사시대부터 시작되었으며 모든 참여자에게 이익이 되기 때문에 계속된다. 선사시대 사람들은 현대 화폐 없이 서로 상품과 서비스를 물물교환했다. 피터 왓슨(Peter Watson)은 장거리 상업의 역사를 약 15만년 전으로 거슬러 올라간다. 무역은 서로 다른 공동체가 교역품 생산에 비교우위를 갖고 있기 때문에 존재한다.

### 로마제국
로마제국은 기원전 31년부터 (동부) 1453년까지 약 50개국에 걸쳐 가시적 통제를 통한 통치를 통한 협력을 활용했다. 무역의 성장은 로마인의 안정적인 행정에 의해 뒷받침되었다. 증거에 따르면 로마 제국과 율리우스 카이사르는 그리스 작가 크세노폰(Xenophon)의 리더십에 관한 키루스 교육(The Education of Cyrus)의 영향을 받았다. 이는 '명령과 통제가 아닌 사회적 유대가 거버넌스의 주요 메커니즘이 되어야 했다'고 말한다. 고전학 교수 엠마 덴치(Emma Dench)는 로마 제국이 시민권을 "적, 이전에 국가의 적, 그들을 도운 사람들에게까지 확대했다. 로마인들은 사람과 아이디어를 받아들이는 데 놀라울 정도로 능숙했다."라고 말한다. 로마인들은 지배국과 동맹국 모두에게 이익이 되는 안정적인 제국을 건설했다. 금과 은은 로마 제국 내 무역과 세금으로 이어지는 시장 경제를 지원하는 로마인이 만든 통화였다.

## 음악
음악의 경우 음악가끼리, 혹은 다른 분야의 아티스트 등과 일시적으로 팀을 이루어 작업하는 것, 작곡 제공이나 음악 프로듀스 등도 포함되어 있으며, 통상적으로 콜라보레이션이라고 부른다. 흔히 피처링 형식으로 이루어진다.

## 같이 보기
- 팀워크
- 듀엣
- 피처링
- 커버
- 오픈 소스
- 트리뷰트
- 존경
- 인스파이어
- 크로스오버 작품
- 정체